# 都市圏 (南アフリカ)
都市圏（としけん、英語: Metropolitan municipality）は、南アフリカ共和国の行政区分のひとつ。

## 概要
1998年の憲法改正に基づき、2000年から2001年にかけて実施された地方自治体の再編により、大都市圏は自治体合併により単一自治体の「都市圏」として発足した。
都市圏は自治体カテゴリーAに指定され、基礎自治体である地方自治体としての機能のほか、郡単位の広域自治体である地区自治体（郡）の権限も有している。

## 一覧
- ケープタウン都市圏（西ケープ州） - 1

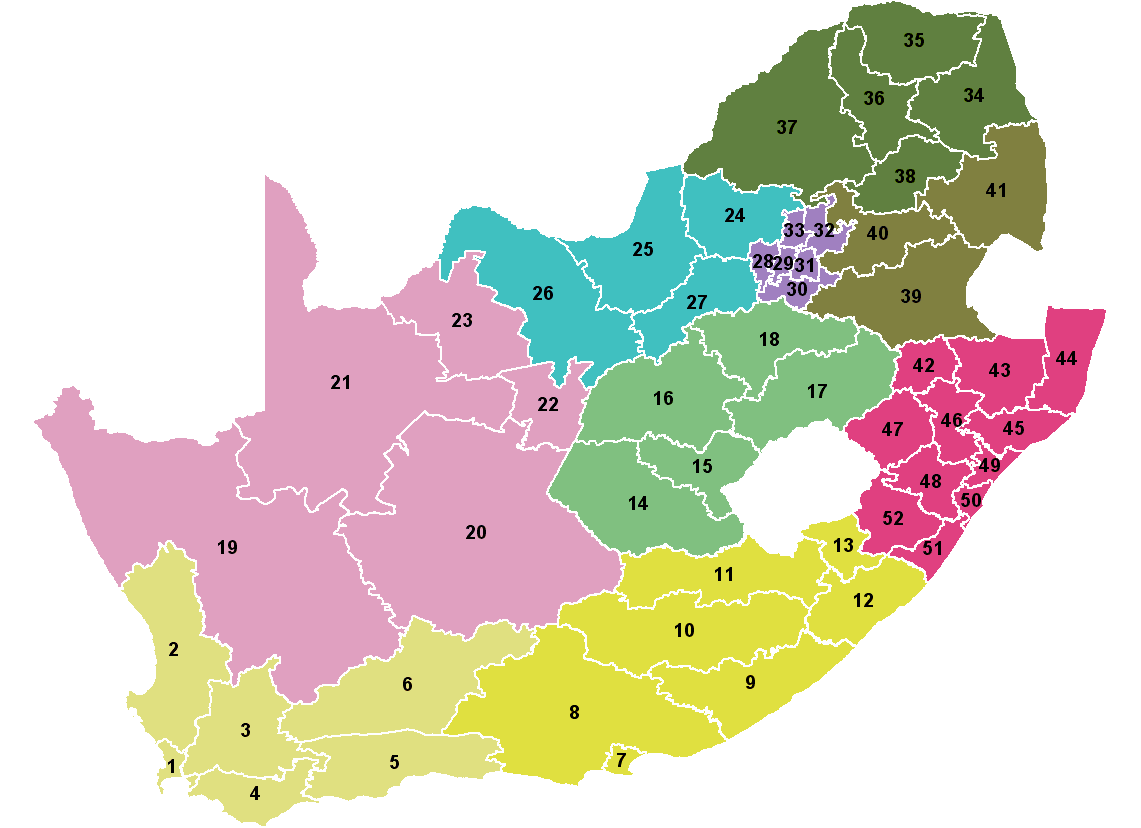
南アフリカ共和国の郡

- ネルソン・マンデラ・ベイ都市圏（東ケープ州） - 7
- ヨハネスブルグ市都市圏（ハウテン州） - 29
- エクルレニ都市圏 （ハウテン州） - 31
- ツワネ市都市圏（ハウテン州） - 33
- エテクウィニ都市圏（クワズール・ナタール州） - 50

※数字は右記の地図番号
2011年
- マンガウング市都市圏 - 15（モテオ郡から独立）
- バッファロー市都市圏 - 9（アマトーレ郡から独立）

### 一覧表
| 都市圏自治体                   | コード | 州                     | 中心地               | 面積 (km2) | 人口 (2016年) | 人口密度 (/km2) |
| ------------------------------ | ------ | ---------------------- | -------------------- | ---------- | ------------- | --------------- |
| バッファローシティー都市圏     | BUF    | 東ケープ州             | イースト・ロンドン   | 2,750      | 834,997       | 303.6           |
| ケープタウン都市圏(en)         | CPT    | 西ケープ州             | ケープタウン         | 2,446      | 4,005,016     | 1,637.6         |
| ヨハネスブルグ都市圏(en)       | JHB    | ハウテン州             | ヨハネスブルグ       | 1,645      | 4,949,347     | 3,008.8         |
| ツワネ都市圏                   | TSH    | ハウテン州             | プレトリア           | 6,298      | 3,275,152     | 520.0           |
| エクルレニ都市圏               | EKU    | ハウテン州             | ジャーミストン       | 1,975      | 3,379,104     | 1,710.6         |
| エテクウィニ都市圏(en)         | ETH    | クワズール・ナタール州 | ダーバン             | 2,556      | 3,702,231     | 1,448.5         |
| マンガウング都市圏             | MAN    | フリーステイト州       | ブルームフォンテーン | 9,886      | 787,803       | 79.7            |
| ネルソン・マンデラ・ベイ都市圏 | NMA    | 東ケープ州             | ポート・エリザベス   | 1,957      | 1,263,051     | 645.4           |